# Katharina Leipelt
Katharina Leipelt, geborene Katharina Baron, auch Kaethe Leipelt, (* 28. Mai 1892 in Boskowitz, Österreich-Ungarn; † 9. Dezember 1943 in Hamburg) war eine deutsche Chemikerin und am Widerstand gegen den Nationalsozialismus der Weißen Rose Hamburg beteiligt. Sie wurde am 7. Dezember 1943 von der Gestapo verhaftet und wurde am 9. Dezember 1943 im Polizeigefängnis Fuhlsbüttel tot aufgefunden, nachdem ihr die Deportation nach Auschwitz angekündigt worden war.

## Leben
Katharina Leipelt stammte aus einer jüdischen Familie in Wien und war promovierte Chemikerin. Während des Ersten Weltkriegs lernte sie den Diplomingenieur Conrad Leipelt aus Schlesien kennen, den sie nach dem Krieg heiratete. 1921 kam ihr gemeinsamer Sohn Hans in Wien zur Welt. Anfang der 1920er Jahre übernahm Conrad Leipelt die Stelle des Technischen Direktors der Zinnwerke Wilhelmsburg, die Familie bezog eine Villa in dem Dorf Rönneburg bei Harburg. 1925 wurde ihre Tochter Maria geboren.
Aufgrund ihrer Herkunft waren Katharina Leipelt und ihre Familie ab September 1935 von den Bestimmungen der Nürnberger Gesetze betroffen, die alle Deutschen, die jüdische Eltern hatten, zu Juden erklärten. Die Kinder Hans und Maria Leipelt galten als „Halbjuden“. 1936 zog die Familie in das Wilhelmsburger Reiherstiegviertel um. Mit dem „Anschluss Österreichs“ an das Deutsche Reich im März 1938 wurden die in Wien lebenden Verwandten Opfer nationalsozialistischer Verfolgungsmaßnahmen. Leipelts Bruder nahm sich am 12. März 1938 das Leben und ihre Eltern flüchteten nach Brünn, wo auch der Vater starb. Konrad Leipelt reiste nach Österreich und holte seine Schwiegermutter Hermine Baron nach Wilhelmsburg.
Mit Beginn des Zweiten Weltkrieges wurden die Restriktionen verschärft, der Tochter Maria Leipelt wurde der weitere Besuch auf der Oberschule untersagt, Hans Leipelt wurde am 29. August 1940 aus der Wehrmacht ausgestoßen. Hermine Baron wurde am 19. Juli 1942 ins Ghetto Theresienstadt deportiert, sie starb dort am 22. Januar 1943. Als Konrad Leipelt im September 1942 überraschend einen tödlichen Herzinfarkt erlitt, war die Familie ihres letzten Schutzes vor den antisemitischen Übergriffen des NS-Staates beraubt.
Katharina Leipelt führte in der Kirchenallee in Wilhelmsburg, heute Mannesallee, ein gastfreies Haus, es verkehrte dort ein generationsübergreifender Freundeskreis, der insbesondere Menschen umfasste, die aus persönlicher Betroffenheit in Opposition zum NS-Regime standen. Man traf sich sowohl zu Geselligkeiten wie zu politischen Gesprächen und zum Informationsaustausch. Nachdem im Jahr 1943 die Flugblätter der Weißen Rose auch nach Hamburg gelangt waren, wurden diese auch im Kreis der älteren Generation zustimmend diskutiert. Nachdem Hans Leipelt am 8. Oktober 1943 in München verhaftet wurde, reiste Katharina Leipelt nach München und versuchte Hilfe für ihren Sohn zu organisieren. Am 9. November 1943 wurde auch ihre Tochter Maria Leipelt im Zusammenhang mit den Aktivitäten der Weißen Rose in Hamburg festgenommen.
Am 7. Dezember 1943 wurde Katharina Leipelt selber verhaftet und im Polizeigefängnis Fuhlsbüttel inhaftiert. Zwei Tage später, am 9. Dezember 1943, wurde sie tot in ihrer Zelle aufgefunden. Ältere Quellen besagen, Leipelt habe sich in der Nacht vom 8. zum 9. Januar 1944 in ihrer Zelle erhängt, um dem angekündigten Transport in das KZ Auschwitz zu entgehen. Nach umfangreichen Recherchen der Initiative Gedenken in Harburg und Schülern des Heisenberg-Gymnasiums in Harburg zur Familie Leipelt wurde zum einen, standesamtlich belegt, das Todesdatum korrigiert und sind zudem Zweifel an den Todesumständen aufgekommen.

## Gedenken

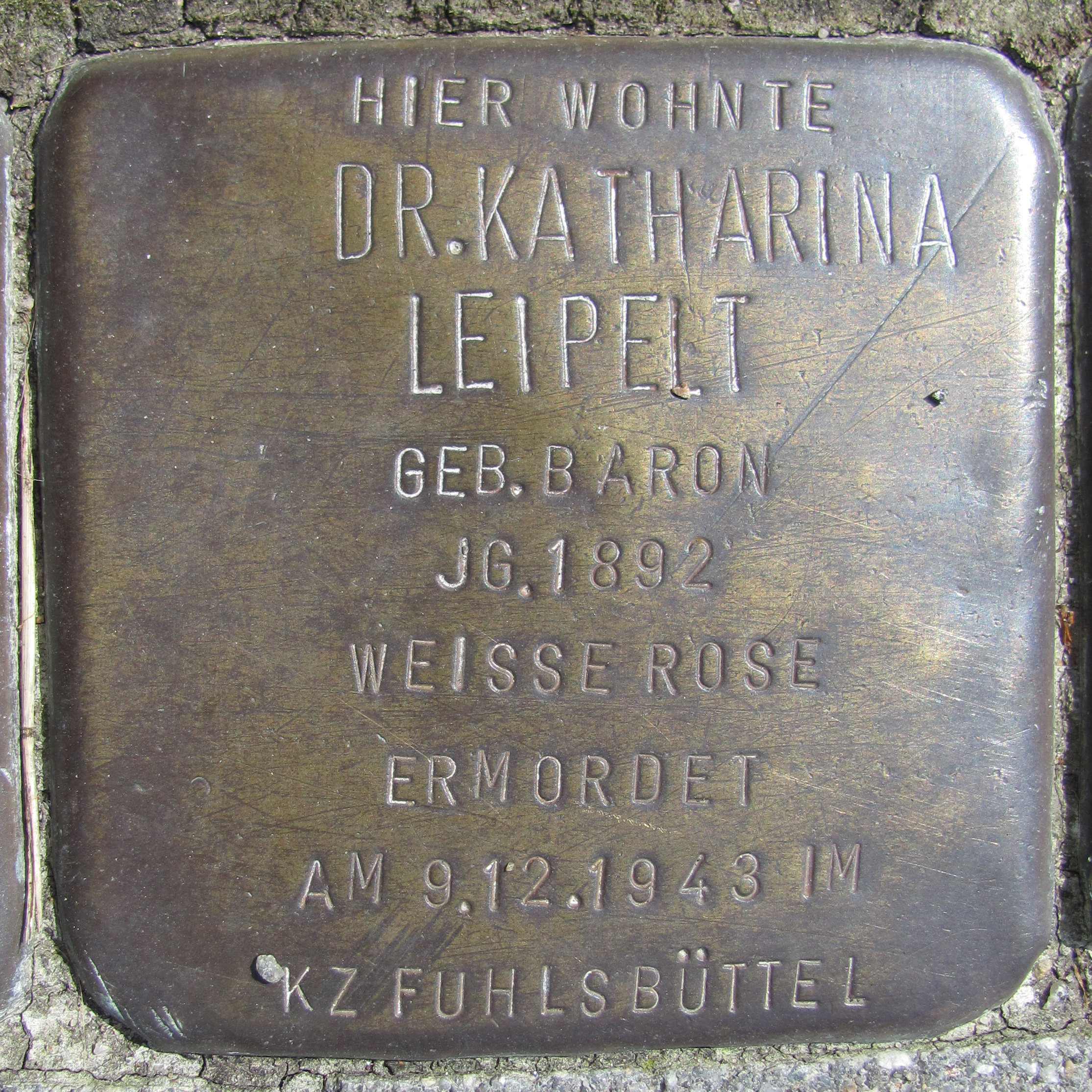
Stolperstein in Hamburg-Wilhelmsburg

An Katharina Leipelt erinnern Stolpersteine in der Mannesallee und der Rotenhäuser Straße in Hamburg-Wilhelmsburg sowie in der Vogteistraße in Hamburg-Rönneburg. Namentlich benannt ist sie neben den weiteren Opfern der Weißen Rose mit dem Mahnmal Weiße Rose in Hamburg-Volksdorf. Gemäß Senatsbeschluss vom 11. Juli 2017 ist auch Katharina Leipelt die Leipeltstraße in Wilhelmsburg gewidmet, die bislang nur nach ihrem Sohn Hans benannt war.